# بروسيليف (محافظة جيتومير)
بروسيليف (Брусилів) هي بلدة من النمط المدني في محافظة جيتومير في أوكرانيا.